# Hilversum Trophy 1986
L'Hilversum Trophy 1986  è stato un torneo di tennis giocato sul sintetico indoor. È stata la 2ª edizione del torneo, che fa parte del Virginia Slims World Championship Series 1986. Si è giocato ad Hilversum nei Paesi Bassi, dal 29 settembre al 5 ottobre 1986.

## Campionesse

### Singolare
Helena Suková ha battuto in finale  Catherine Tanvier con il punteggio di 6–2, 7–5

### Doppio
Kathy Jordan /  Helena Suková hanno battuto in finale  Tine Scheuer-Larson /  Catherine Tanvier con il punteggio di 7–5, 6–1